# HMS Jamaica (C44)
Pour les autres navires du même nom, voir HMS Jamaica.
Le HMS Jamaica était un croiseur léger de classe Crown Colony de la Royal Navy, dont le nom provient de l'île de la Jamaïque, qui était encore une possession britannique lorsque le navire fut construit à la fin des années 1930.

## Histoire
Le croiseur participe pendant toute la Seconde Guerre mondiale aux convois de l'Arctique, et participe ponctuellement à l'opération Torch en novembre 1942. Le 8 novembre, il est attaqué par le sous-marin français Fresnel. Le navire participe à la bataille de la mer de Barents en 1942 et la bataille du cap Nord en 1943.
Il sera réutilisé lors de la guerre de Corée en 1950 et participe à la bataille de Chumunjin.